# Le Barcarès
Le Barcarès er en by og kommune i departementet Pyrénées-Orientales i Sydfrankrig.
I kommunen ligger også badebyen Port Barcarès, som ligger på den smalle tange mellem Middelhavet og indsøen Etang de Salses.

## Geografi
Le Barcarès kommune grænser mod øst ud til Middelhavet med en 8 km lang sandstrand. Mod syd afgrænses kommunen af floden Agly og mod mod nordvest af indsøen Etang de Salses. Nærmeste byer er mod vest Saint-Laurent-de-la-Salanque (5 km) og mod sydvest Torreilles (6 km). Perpignan ligger 22 km mod sydvest.

## Historie
Den smalle stribe land mellem havet og indsøen var længe et øde og usundt sumpområde. I det 14. århundrede lykkedes det tempelridderne at dræne og kultivere området længere mod syd, men området omkring Le Barcarès bød på for mange vanskeligheder.
Interessen for området steg efter Pyrenæerfreden i 1659, som flyttede grænsen til Spanien mod syd til Pyrenæerne. Økonomisk vækst i området omkring floden Agly førte til at en havn blevet bygget ved den nuværende by. Havnen servicerede først og fremmest den nærliggende by Saint-Laurent-de-la-Salanque. Det var varer som vin, olie, frugt, og salt som gik gennem havnen.
I løbet af det 19. århundrede udviklede Le Barcarès sig til en vigtig fiskerihavn med eget bådeværft. På denne tid blev det moderne at tage på badeophold ved havet. Om sommeren opstod der en midlertidig by langs stranden.
I 1929 bliver Le Barcarès en selvstændig kommune efter hidtil at have været en del af Saint-Laurent-de-la-Salanque.
I 1939 flygtede titusinder af spaniere over grænsen til Frankrig efter republikanernes endelige nederlag i den spanske borgerkrig. Flygtningene blev i stort tal interneret i lejre, blandt andet ved Le Barcarès. Efter 2. verdenskrigs start blev lejren brugt af Vichy-regeringen til at internere udenlandske statsborgere,.
I starten af 1960erne lancerede den franske stat et program for at udbygge og styre turismen langs Languedoc-Roussillons kyststrækning. Det førte til grundlæggelsen af badebyen Port Barcarès.

## Demografi

### Udvikling i folketal
| 1962                                                              | 1968  | 1975  | 1982  | 1990  | 1999  | 2006  | 2011  | 2017  |
| ----------------------------------------------------------------- | ----- | ----- | ----- | ----- | ----- | ----- | ----- | ----- |
| 775                                                               | 1.197 | 1.347 | 2.208 | 2.422 | 3.514 | 4.033 | 4.108 | 5.915 |
| Tal fra og med 1962 er uden dobbelttælling (sans doubles comptes) |       |       |       |       |       |       |       |       |